# Szreńsk
Szreńsk is een dorp in de Poolse woiwodschap Mazovië. De plaats maakt deel uit van de gemeente Szreńsk en telt 1200 inwoners.